# جراحة النفق الرسغي
جراحة النفق الرسغي، وتسمى أيضًا جراحة إزالة الضغط من النفق الرسغي. وهي تلك الجراحة التي يتم فيها شَق الرباط الرسغي المستعرض. وهي الجراحة المُعالجة لمتلازمة النفق الرسغي، ويوصَى بتلك الجراحة عند وجود خدر ثابت وبشكل مستمر وليس فقط على فترات متقطعة، ضعف، أو ضمور العضلات وعند فشل التجبير الليلى في السيطرة على الأعراض المتقطعة من نوبات الألم في النفق الرسغى. بشكلٍ عام فإن الحالات الخفيفة يمكن السيطرة عليها من عدة أشهر وحتى سنة في حال أنه في الحالات الشديدة جداً لا مفر من العلاج الجراحى.

## الاستخدامات الطبية
جراحة إزالة الضغط من النفق الرسغي تهدف إلى الإحساس بالارتياح والتخلص من الأعراض المتعبة لتلك المتلازمة.

## التقنية

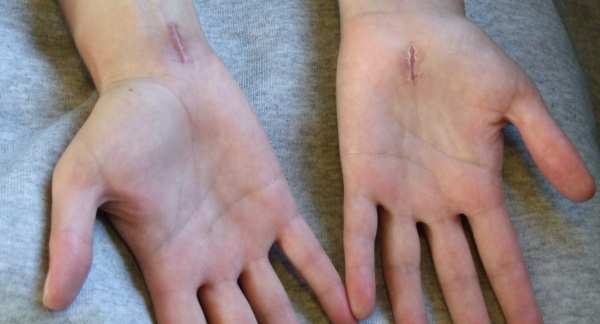
ندبات متبقية من جراحة إزالة الضغط من النفق الرسغى وتم إجراء الجراحة بطريقتين مختلفتين.الندبة ناحية اليسار عمرها 6 أسابيع أما الأخرى ناحية اليمين عمرها أسبوعان.لاحظ أيضاً ضمور العضلات على الرانفة في اليد اليسري كدليل على التطور المَرضى للمتلازمة.

والهدف من أي جراحة لعلاج متلازمة النفق الرسغى هو شقّ الرباط الرسغى المستعرض والجانب البعيد من اللفافة الرسغية الراحية. وبالتالى تخفيف الضغط الواقع على العصب المتوسط وتحقيق الراحة من الأعراض المؤلمة والمزعجة للمتلازمة.
الرباط الرسغي المستعرض هو رباط واسع يمتد عبر اليد من العظمة الزورقية حتى العظمة الكُلابيّة والعظمة الحمصية فهو يشكل سقف النفق الرسغى وعندما يقوم الجراح بالقطع خلاله أي في شكل خط مع البصر فهذا يُوقِف الضغط الحادث على العصب المتوسط داخل النفق الرسغى.
الطريقتان الرئيسيتان لجراحة إزالة الضغط من النفق الرسغي هما طريقة الفتح الجراحة أو الجراحة عن طريق المنظار. معظم الجراحين تاريخياً قاموا بعمل طريقة الفتح الجراحى والتي كانت هي الطريقة الرائدة في هذا المجال لكن منذ عام 1990 فمن الملاحظ زيادة عدد الجراحين القائمين بالجراحة عن طريق المنظار.
لا تُظهر الأبحاث القائمة اختلافات كبيرة في النتائج بين أحد نوعي الجراحة والنوع الآخر، لذلك يمكن للمرضى اختيار الجرّاح الذي يحلو لهم ومن حق الجراح ممارسة التقنية التي تحلو له.
تاريخياً كانت جراحة إزالة الضغط من النفق الرسغى تتم تحت تخدير عام مع استخدام عاصبة أو مرقأة لإيقاف النزيف. لكن الاتجاه العالمى الحالى في جراحات اليد قائم على كون المريض مستيقظاً وبدون استخدام عاصبة وبدون تخدير عام أو إقليمي وبدون مهدئات مما يتيح إجراء العملية تحت تخدير موضعي فقط.
بعد إجراء عملية إزالة الضغط من النفق الرسغي، فإن استخدام الجبيرة على المدى الطويل لتسكين الألم غير جائز.
الجبائر لا تساعد على تحسين قوة القبضة، ولا قوة القرصة الجانبية وكذلك لا تسهم في تحسين قوة الأوتار.
عادةً ما يتم إجراء جراحة النفق الرسغي بواسطة جرّاحي اليد وجرّاحي العظام أو جرّاحي التجميل وأيضاً بواسطة جرّاحي المخ والأعصاب حتى أطباء الجراحة العامة يقومون بها.

### الجراحة المفتوحة

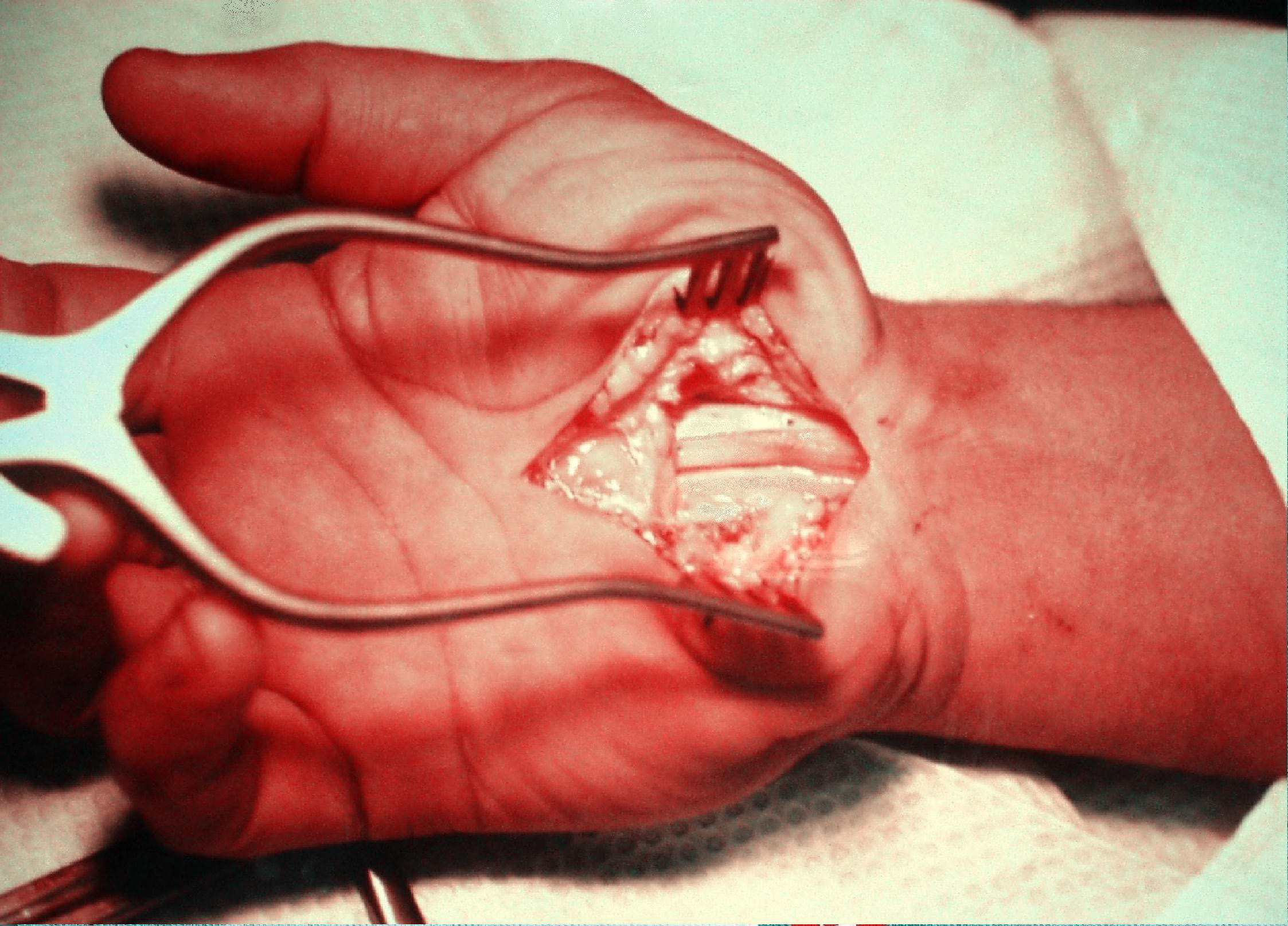
الفتح الجراحى المعتاد في عمليات النفق الرسغى.

وتتضمن الجراحة المفتوحة شق باطن الكف حوالى انش واحد أو اثنين طولياً. من خلال هذا الشق يتم شق أنسجة الجلد وتحت الجلد، تليها اللفافة الراحية، والرباط الرسغي المستعرض في النهاية. وتمت مقارنة الجراحات المفتوحة بخيارات العلاج الأخرى..

### الجراحات بواسطة المنظار
الجراحات بواسطة المنظار تنطوي على واحد أو اثنين من الفتحات الصغيرة كلٍ منها أقل من نصف بوصة ومن خلالها يتم إدخال الأجهزة التي منها الرافع الزليلى والمسابير والسكاكين القاطعة ويستخدم المنظار لتصوير الجانب السفلى من من الرباط الرسغى المستعرض.
في الجراحات بالمنظار لا يتم شق طبقة الأنسجة تحت الجلد ولا اللفافة الراحية بنفس الدرجة التي تحدث في الجراحة المفتوحة.
تم إجراءالعديد من الدراسات لتحديد ما إذا كانت الفوائد المرجوة من المنظار كبيرة بالشكل المُنتظر أم لا.
وقد تبنّى العديد من الجراحين أساليب شق محدودة. وهذه تُعتبر الطريقة المفضلة لكثير من هؤلاء الجراحين فيما يتعلق بمتلازمة النفق الرسغي غير معلومة السبب.و يدعم هذا نتائج بعض من هذه السلسلة التي ذكرناها سابقا والتي تشهد بانه ليس هناك ثمة اختلاف في معدل حدوث مضاعفات لأي من الطريقتين المتبعتين في الجراحة. وهكذا، كان هناك تأييد واسع لإجراءأي من العمليات الجراحية باستخدام مجموعة متنوعة من الأجهزة وعن طريق اشكال متعددة من الشقوق الجراحية.

### إزالة الضغط من النفق الرسغى بالطريقة الخيطية
هي طريقة غير جائرة جراحياً إلى حد كبير والتي يتم من خلالها شق الرباط الرسغي المستعرض عن طريق نشر قطعة من الخيط ملفوفة عبر الجلد بتوجيه الموجات فوق الصوتية. يتم إجراء هذا التدخل تحت تخدير موضعى في عيادة مهيأة لهذا الغرض. والناتج هو فقط موضع واحد لدخول الإبرة في باطن الكف ومكان واحد أيضاً لخروجها من المعصم. تضمن هذه الطريقة أن شق الرباط الرسغى المستعرض يحدث فقط داخل الحلقة الخيطية المحيطة به دون إصابة الأنسجة المجاورة. تتضمن مزايا هذه الطريقة خفض نسبة حدوث الإصابات المصاحبة للعملية، وتقليل التكلفة، وتقليل الوقت اللازم لتعافي المريض.

## المضاعفات
متلازمة النفق الرسغي لا يمكن علاجها، ولكن الجراحة بهدف تخفيف الأعراض ممكن أن تفي بالغرض. تعتمد نسبة نجاح جراحة تخفيف الأعراض على تعريف "النجاح"، والمقاييس المحددة. على سبيل المثال، فيما يتعلق بتخفيف الأعراض نستطيع القول أنّ نِسب النجاح تصل إلى 90٪.أما بالنسبة لما يتعلق بنسبة رضا المرضى فإن النسبة تكاد أن تصل إلى 50% فقط. احتمالية عودة المريض لعمله السابق أيضًا أقل من 90٪. وما يقرب من 25% من هؤلاء المرضى يُضطرون للحصول على عملٍ آخر من أجل تقليل المزيد من الضغوط على أيديهم. عمومًا، فإن تقنيات المنظار على نفس درجة فعالية العمليات الجراحية المفتوحة التقليدية،  على الرغم من أن الوقت اللازم للتعافى لوحظَ أنه يكون أقل في عمليات المنظار لكنّ معدلات حدوث المضاعفات تكون أكثر شيوعاً.
نسب النجاح الأكبر تكون للمرضى الذين يعانون من الأعراض الأكثر شيوعا. والسبب الأهم على الإطلاق للفشل هو التشخيص غير الصحيح، ومن الجدير بالإشارة أن هذه الجراحة سوف تخفف فقط متلازمة النفق الرسغي، ولن تُخفف الأعراض نفسها التي تظهر مع أسباب أخرى غير المتلازمة.الانتكاس وعودة الأعراض أمر نادر الحدوث، وهذا يحدث عادةً من خطأ في تشخيص مشكلة أخرى.
حدوث مضاعفات شيء وارد لكن المضاعفات الخطيرة نادرة الحدوث.

## التعافى
في هذه العمليات الجراحية، يحدث ببساطة إمّا قطع القَيْد المُثنيات أو إطالتها. عند إجراء جراحة لتقسيم القيد المثنيات، تقوم الندبات بملئ الفجوة المتبقية بعد الجراحة. والقصد من ذلك أن هذا يعمل على إطالة القيد المثنيات بشكل يكفي لاستيعاب الأوتار الملتهبة أو التالفة والحد من آثار الضغط على العصب المتوسط.

## الأبحاث
الرأب النفَقى بواسطة البالون الرسغى هي تقنية تجريبية عن طريق قسطرة بالونية للوصول إلى النفق الرسغي كما هو الحال في رافعات أو موسعات الأنسجة التقليدية. وفي هذه التقنية تقوم القسطرة البالونية برفع الرباط الرسغي وبالتالى زيادة مساحة النفق الرسغي وتم وصف ذلك على سبيل التجربة. لكن حتى الآن لا توجد أبحاث منشورة بخصوص هذه التقنية في مجال جراحة اليد. يتم تطبيق التقنية من خلال شق طوله 1 سم عند الغضن الراحي البعيد، ويتم مراقبة الأحداث والتأكد من حدوث التوسع مباشرةً أو عن طريق المنظار. أما عن الأهداف الثانوية للتقنية فهي تجنب الشق في باطن اليد لتجنب قطع الرباط الرسغي المستعرض، والحفاظ على الميكانيكا الحيوية اليد.